# Zona Gale
Zona Gale (26 de agosto de 1874 - 27 de diciembre de 1938) fue una novelista, escritora de cuentos y dramaturga estadounidense. Se convirtió en la primera mujer en ganar el Premio Pulitzer de Drama en 1921. 

## Biografía
Gale nació en Portage, Wisconsin,  lugar que a menudo usaba como escenario en su escritura. Asistió a la Academia Wayland en Beaver Dam, Wisconsin, y luego ingresó en la Universidad de Wisconsin, donde obtuvo una licenciatura en Literatura en 1895, y cuatro años después una maestría. 
Después de terminar sus estudios en la universidad, Gale escribió para periódicos en Milwaukee y Nueva York, durante seis años. Una visita a Portage en 1903 resultó ser un punto de inflexión en su vida literaria, ya que ver las imágenes y los sonidos de la vida de la ciudad la llevó a comentar que su viejo mundo estaba lleno de nuevas posibilidades. Gale encontró el material que necesitaba para escribir y regresó a Portage en 1904 para concentrarse a tiempo completo en la ficción. Escribió y publicó allí hasta su muerte en 1938, pero realizó viajes a Nueva York.  
Publicó su primera novela, Romance Island, en 1906, y comenzó la popular serie de historias de Friendship Village. En 1920, publicó la novela Miss Lulu Bett, que describe la vida en el medio oeste de los Estados Unidos. Zona Gale lo adaptó como una obra de teatro, por la que recibió el Premio Pulitzer de Drama en 1921.
Además de su escritura de ficción, Gale fue una partidaria activa de La Follettes (Robert Sr., Robert Jr. y Philip ) y de las causas progresivas. Fue miembro activo del Partido Nacional de la Mujer, y presionó ampliamente por la Ley de Igualdad de Derechos de Wisconsin de 1921. En el mismo año, asistió a la reunión de fundación (en Nueva York) de la Lucy Stone League y se convirtió en miembro de su Comité Ejecutivo. Su activismo en favor de las mujeres fue su manera de ayudar a resolver un problema al que volvió repetidamente en sus novelas: la frustración de las mujeres por su falta de oportunidades.  
En 1928 a la edad de cincuenta y cuatro años se casó con William L. Breese, también de Portage. 
Gale fue visitante frecuente del hotel Mission Inn en Riverside, California, y se hizo amiga de Frank Augustus Miller, el fundador del hotel. Después de la muerte de Miller en 1935, Zona Gale escribió una biografía titulada Frank Miller de Mission Inn, publicada en 1938. Un grupo de habitaciones en el cuarto piso de The Mission Inn se hizo conocido como "fila de autores" y la "habitación de la Zona Gale" es la habitación 409. Gale murió de neumonía en un hospital de Chicago en 1938.

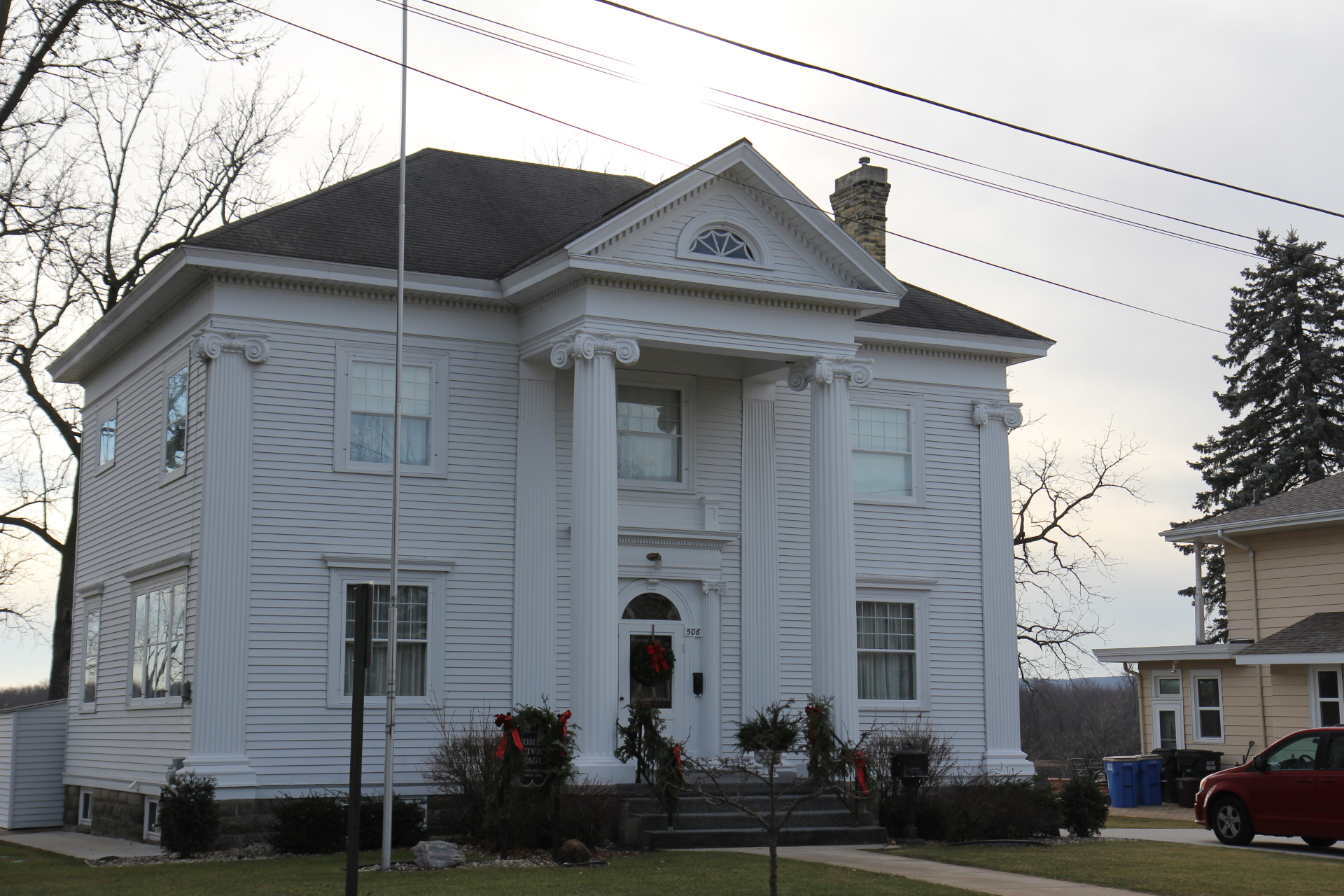
Casa Zona Gale

La casa que construyó para sus padres en Portage, ahora conocida como la Casa Zona Gale, figura en el Registro Nacional de Lugares Históricos .

### Novelas
- Romance Island (1906)
- Christmas: A Story (1912)
- Heart's Kindred (1915)
- A Daughter of the Morning (1917)
- Birth (1918)
- Miss Lulu Bett (1920)
- Faint Perfume (1923)
- Preface to Life (1926)
- Borgia (1929)
- Papa La Fleur (1933)
- Light Woman (1937)
- Magna (1939)

### Cuentos cortos
- The Loves of Pelleas and Etarre (1907)
- Friendship Village (1908)
- Friendship Village Love Stories (1909)
- Mothers to Men (1911)
- When I Was a Little Girl (1913)
- Neighborhood Stories (1914)
- Peace in Friendship Village (1919)
- The Neighbors (1920)
- Yellow Gentians and Blue (1927)
- Bill (1927)
- Bridal Pond (1930) [a collection of 13 stories]
- Old-Fashioned Tales (1933)
- The Parting

### Obras de teatro
- The Neighbors (1914) (in Wisconsin Plays, edited by T.H. Dickinson)
- Miss Lulu Bett (1920) (dramatization of her novel)
- Uncle Jimmy (1922)
- Mr. Pitt (1925)
- The Clouds (1932)
- Evening Clothes (1932)
- Faint Perfume (1934) (dramatization of her novel)

### Poesía
- The Secret Way (1921)

### Ensayos y no ficción
- Civic Improvement in the Little Towns (1913) (pamphlet)
- What Women Won in Wisconsin (1922) (pamphlet)
- "The Novel of Tomorrow" (1922) (in The Novel of Tomorrow and the Scope of Fiction by Twelve American Novelists)
- Portage, Wisconsin and Other Essays (1928)
- Frank Miller of the Mission Inn (biography) (1938)

## Otras lecturas
- Campeón, Laurie (ed. ) American Women Writers, 1900-1945: A Bio-bibliographic Critical Sourcebook . Westport, CT: Greenwood Press, 2000.
- Derleth, agosto. Still Small Voice: The Biography of Zona Gale . Nueva York: Appleton-Century, 1940.
- Ehrhardt, Julia. Escritores de convicción: la política personal de Zona Gale, Dorothy Canfield Fisher, Rose Wilder Lane y Josephine Herbst . Columbia: University of Missouri Press, 2004.
- Simonson, Harold P. Zona Gale . Nueva York: Twayne Publishers, 1962.
- Williams, Deborah L. No en la hermandad: Edith Wharton, Willa Cather, Zona Gale y la política de autoría femenina . Nueva York: Palgrave, 2001.